# 카르카로스
카르카로스는 《실마릴리온》의 등장인물로, 작중 언급으로 "가장 강력한 늑대"이다. 그 이름의 뜻은 붉은 턱이라 전해진다.

## 행적
태양의 1시대에 등장한 늑대인간으로 첫 늑대인간 드라우글루인의 후예로 앙그반드를 지키는 수문장으로 등장한다. 실마릴의 회수를 방해하며, 베렌으로부터 실마릴을 탈취하여 삼켜버렸다. 이 때문에 실마릴이 지닌 부정한 존재를 불태우는 능력으로 미쳐날뛰며 도리아스까지 공격한다. 다만, 발리노르의 사냥개 후안에게 살해된다.

## 기타
베렌은 도리아스까지 쫓아온 카르카로스를 상대하다 후안보다 먼저 살해당했다. 그러나 루시엔의 청으로 만도스로부터 다시 부활하는 기회를 얻는다.